# Michael-Dominique Magielse
Michael-Dominique Magielse O.P. (Prinsenbeek, 1971) is een Nederlands journalist, presentator en priester.

## Levensloop
Magielse komt uit een katholiek gezin. Hij zong vroeger in een kinderkoor en was misdienaar. Hij begon zijn loopbaan in de media en werkte onder andere als nieuwslezer bij de NOS-radio, voice-over van Zembla en als verslaggever en eindredacteur voor radio- en tv-programma's van RTV Utrecht. In 2009 begon hij zijn priesteropleiding aan Bovendonk in Hoeven. In 2015 stopte hij met zijn mediacariérre en ging zich toewijden aan het religeuze leven. Na het voltooien van zijn noviciaat in Cambridge trad hij toe tot de Orde der Predikers. In 2016 legde zijn kleine professie af en in 2019 zijn eeuwige professie. Op 8 augustus 2020 werd hij door Mgr. Van den Hende de Dominicaner kerk Het Steiger in Rotterdam tot priester gewijd.
Magielse werd in juni 2022 benoemd tot lid van het pastorale team van de studentenparochie H. Catharina van Alexandrië in Rotterdam. Hij is daarnaast samen met Willien van Wieringen en Roderick Vonhögen een van de presentatoren van het Geloofsgesprek bij de KRO-NCRV.
- Nederlandse Thesaurus van Auteursnamen: 434155233
- Virtual International Authority File: 227163330489802640046